# ترناند باکوبولا
ترناند باکوبولا (انگلیسی: Thernand Bakouboula؛ زادهٔ ۶ ژوئن ۱۹۸۸) بازیکن فوتبال اهل جمهوری کنگو است.
از باشگاه‌هایی که در آن بازی کرده‌است می‌توان به باشگاه فوتبال آلتای اسپور اشاره کرد.
وی همچنین در تیم ملی فوتبال کنگو بازی کرده‌است.